# Anny Angel-Katan

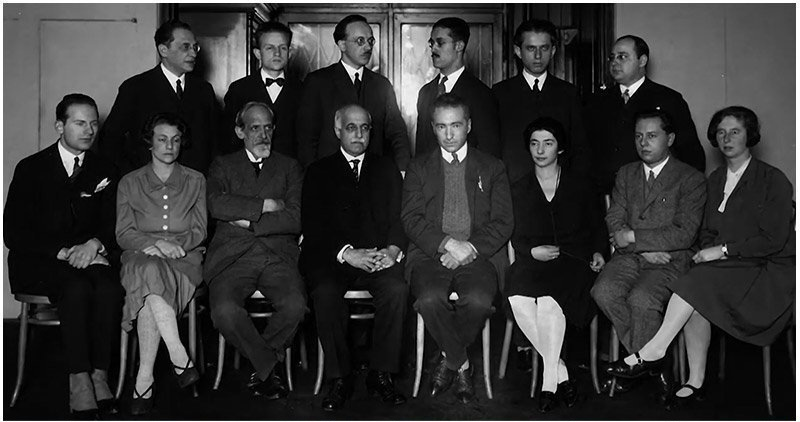
Annie Rosenberg im Wiener Psychoanalytischen Ambulatorium 1922 (sitzend, 2. von links).
Foto: Ludwig Gutmann

Anny Angel-Katan (geboren als Annie Rosenberg 1. Mai 1898 in Wien, Österreich-Ungarn; gestorben 24. Dezember 1992 in Cleveland, Ohio) war eine österreichisch-US-amerikanische Psychoanalytikerin.

## Leben
Annie Rosenberg war eine Tochter des Kinderarztes Ludwig Rosenberg und der Judith Rie. Ihr Vater und ihre Onkel Alfred Rie und Oskar Rie (1863–1931) waren enge Freunde von Sigmund Freud und dessen Tarock-Partner. Ihre Schwester Margarete Krafft (1894–1970) und ihre Cousine Marianne Kris (1900–1980) wurden ebenfalls Ärztinnen. Annie Rosenberg heiratete 1926 den Juristen Otto Angel, sie hatten den Sohn Klaus Angel (1926–1986), der ebenfalls Psychoanalytiker wurde, die Ehe wurde 1928 geschieden. 1937 heiratete sie den niederländischen Psychoanalytiker Maurits Katan (1897–1977), 1939 wurde ihre Tochter Anna Marie geboren.
Nach der Matura 1917 studierte Annie Rosenberg in Wien Medizin und wurde 1923 promoviert. Ihre psychoanalytische Ausbildung erhielt sie bei Max Eitingon in Berlin, bei Theodor Reik und bei Wilhelm Reich. 1925 wurde sie ordentliches Mitglied der Wiener Psychoanalytischen Vereinigung, das Thema ihres ersten Referats lautete Einige Beobachtungen an einem Kinde. 1928 gründeten Marie Frischauf und Wilhelm Reich in Wien die „Sozialistische Gesellschaft für Sexualberatung und Sexualforschung“. Annie Reich übernahm neben Anny Angel, Edith Buxbaum und anderen die Leitung einer der sechs kostenlosen Sexualberatungsstellen für Arbeiter.
Ihre Lehranalyse schloss sie 1934 bei Anna Freud ab. Sie spezialisierte sich auf die Kinderanalyse und beteiligte sich an Lehrveranstaltungen des Wiener Psychoanalytischen Instituts. Annie Angel wurde Mitglied der KPÖ, seit 1934 war die Partei von der klerikalfaschistischen Regierung verboten. Sie unterstützte den Widerstand als Kurierin der Revolutionären Sozialisten. 1936 musste sie emigrieren und arbeitete von 1937 bis 1946 als Lehranalytikerin am Psychoanalytischen Institut in Den Haag. Während der deutschen Besetzung der Niederlande von 1940 bis 1945 leisteten sie, ihr Mann und ihr Sohn Widerstand, und sie überlebte mit gefälschten Papieren die Judenverfolgung.
1946 wanderte sie mit ihrer Familie in die USA nach Cleveland aus, wo sie Mitglied der Detroit Psychoanalytic Society wurde und 1957 zu den Gründungsmitgliedern der Cleveland Psychoanalytic Society gehörte. Sie unterstützte in Cleveland die Arbeit der Therapeutic Nursery School (später: Hanna Perkins Center for Child Development.) Sie arbeitete als Professorin für Kinderpsychoanalyse an der Universitätskinderklinik und begründete eine eigene Interessengruppe für Kinderanalytikerinnen innerhalb der Amerikanischen Psychoanalytischen Gesellschaft und wurde für ihre Arbeit mit schwer erziehbaren Kindern vom Weißen Haus geehrt.
2016 wurde im 10. Wiener Gemeindebezirk Favoriten der Anny-Angel-Katan-Weg nach ihr benannt.

## Schriften (Auswahl)
- Aus der Analyse einer Bettnässerin. In: Zeitschrift für psychoanalytische Pädagogik, 1934, S. 216–228.
- Einige Bemerkungen über den Optimismus. In: Internationale Zeitschrift für Psychoanalyse, 1934, S. 191–199.
- Die Rolle der „Verschiebung“ bei der Straßenangst. In: Internationale Zeitschrift für Psychoanalyse 1937, S. 376–392.
- Experience with Enuretics. In: Psychoanalytic Study of the Child 1947, S. 241–255.
- The nursery school as a diagnostic help to the child guidance clinic. In: Psychoanalytic Study of the Child 1959, S. 241–255.
- Distortions of the phallic phase. In: Psychoanalytic Study of the Child 1960, S. 208–214.
- Some thoughts about the role of verbalization in early childhood. In: Psychoanalytic Study of the Child 1961, S. 184–189.
- mit Robert A. Furman (Hrsg.): The Therapeutic Nursery School. A Contribution to the Study and Treatment of Emotional Disturbances in Young Children. International Universities Press, New York 1969.
- Children who were raped. In: Psychoanalytic Study of the Child 1973, S. 208–224.